# UniCredit
UniCredit (UniCredit S.p.A.) is de grootste bank in Italië met het hoofdkantoor in Rome en management in Milaan. UniCredit Group is het resultaat van de fusie van verschillende Italiaanse banken in 1998. UniCredit is sinds 2005 het moederbedrijf van het Duitse HypoVereinsbank.

## Activiteiten
UniCredit is een bank met activiteiten in 16 landen. Het bedrijf telde eind 2023 ruim 70.000 voltijdsmedewerkers verdeeld over 3100 kantoren. Van de kantoren zijn er 1132 buiten Italië. De belangrijkste markt is Italië en verder is het bedrijf goed vertegenwoordigd in Duitsland, Oostenrijk en diverse Oost-Europese landen. In Italië werd in 2023 de helft van de inkomsten gerealiseerd, gevolgd door Duitsland met een aandeel van zo'n 20%. Het had per jaareinde 2023 een balanstotaal van € 785 miljard. De bank is beursgenoteerd aan de Borsa Italiana en maakt onderdeel uit van de aandelenindex FTSE MIB.

## Geschiedenis
UniCredit Group was het resultaat van een fusie van diverse Italiaanse banken waarvan Unicredito en Credito Italiano de belangrijkste waren. Dit gebeurde in 1999 en de nieuwe combinatie ging verder onder de naam Unicredito Italiano. Per jaareinde 1999 had de bank een balanstotaal van ongeveer € 250 miljard. De grotere bank was sterk afhankelijk van de Italiaanse markt, maar de omvang maakte acquisities in het buitenland mogelijk. In 1999 kocht het 52,9% van de aandelen van de Poolse Bank Pekao voor 1,1 miljard dollar. Door de kredietcrisis raakte UniCredit vanaf 2008 in financiële problemen en was in 2016 gedwongen weer afstand te doen van de Poolse bank. In juli 2016 verkocht het een belang van 10% en in december 2016 volgde de rest. Met de opbrengst van het resterende deel werd het kapitaal van UniCredit met 2,6 miljard dollar versterkt.
In 2006 nam UniCredit de Duitse HypoVereinsbank (HVB) over. Dit was de grootste internationale bankenfusie tot dat moment in Europa. Unicredit betaalde € 19 miljard voor de bank met veel activiteiten in Oost-Europa. Deze activiteiten waren winstgevend, maar de zwakke positie van HVB in de thuismarkt Duitsland resulteerde in bescheiden winsten.
In 2007 volgde de laatste grote overname. Het deed een bod in aandelen ter waarde van 29 miljard dollar op de Italiaanse bank Capitalia. Unicredit en de belangrijkste Italiaanse concurrent Intesa Sanpaolo werden hierdoor bijna even groot. Door de overlappende activiteiten waren forse kostenbesparingen mogelijk. Capitalia kreeg vier posities in de raad van bestuur van Unicredit. De ABN AMRO Group was voor de overname de grootste aandeelhouder van Capitalia. De verkoop van het aandelenbelang van 8,7% leverde de Nederlandse bank 1 miljard euro op. Door de fusie kreeg UniCredit circa 9200 kantoren met 40 miljoen klanten wereldwijd en een balanstotaal van € 960 miljard. Buiten Italië was het toen de grootste bank in Oost-Europa en de op een na grootste in Duitsland.
In 2007 stond de bank op haar piek. Het jaar werd afgesloten met een balanstotaal van ruim 1000 miljard euro. Dit was een stijging van 200 miljard euro in een jaar vooral door de consolidatie van Capatalia. Het realiseerde een recordwinst van € 6,7 miljard op een eigen vermogen van € 57 miljard. De bank telde 170.000 voltijdsmedewerkers. De kredietcrisis brak in 2008 in volle hevigheid uit. Van het begin in 1998 tot 2007 lag de nadruk op groei vooral door middel van overnames. De kredietcrisis legde de zwakheden van de bank bloot. Veel kredieten die de bank had verstrekt waren van minder goede kwaliteit dan verwacht en dit leidde tot aanzienlijke verliezen in 2011 en 2013. In deze twee jaren bedroeg het cumulatieve verlies € 23 miljard. In de andere jaren bleef de bank winstgevend, maar het resultaat bleef ver onder de recordwinst van 2007. De verliezen noodzaakte de bank tot minder kredietverlening en de verkoop van activiteiten.
De problemen van de bank zijn nog niet achter de rug. Vanaf de zomer 2015 tot december 2016 daalde de beurswaarde van de bank van 40 miljard naar € 13 miljard. In de zomer van 2016 trad de eerste niet-Italiaanse CEO van de bank aan, de Fransman Jean-Pierre Mustier, die tot taak heeft een geloofwaardig plan te formuleren om de bank door de moeilijke periode te loodsen. Een eerste maatregel was de verkoop van het belang in Bank Pekao. in juli 2017 werd vermogensbeheerder Pioneer Global Asset Management verkocht aan Amundi voor € 3,5 miljard. De verkopen dienden om de vermogenspositie van de bank te verstevigen.
Op 13 december 2016 maakte Mustier zijn plannen voor de bank bekend. UniCredit wil voor 30 juni 2017 voor € 13 miljard aan nieuw aandelen uitgeven om de vermogenspositie verder te versterken. Verder wordt voor bijna € 18 miljard aan slechte leningen verkocht aan vermogensbeheerders Fortress Investment Group en PIMCO en een miljarden voorziening getroffen voor de slechte schulden die bij de bank achterblijven. Verder wordt fors in het netwerk gesneden, hierbij gaan ruim 900 kantoren dicht, vooral in Italië, en verliezen nog eens 6500 werknemers hun baan. Al deze maatregelen moeten de kosten met € 1,7 miljard per jaar drukken en leiden tot een nettowinst van 4,7 miljard euro in 2019. In 2016 leed Unicredit een megaverlies van € 12 miljard, maar in de daarop volgende drie jaren was UniCredit goed winstgevend. In 2020 sloeg dit om in een verlies mede door de coronapandemie en een vermindering op de waarde van de uitstaande leningen van € 5 miljard.
In 2021 was de bank in gesprek met de Italiaanse overheid om de concurrent Monte dei Paschi di Siena over te nemen, maar de gesprekken zijn op niets uitgelopen. Breekpunt was de eis van UniCredit om het kapitaal van de bank met zo'n € 7 miljard te versterken, dit was ruimschoots het dubbele dan eerder werd geïndiceerd, en de Italiaanse overheid ging hierin niet mee.
Eind 2021 toonde UniCredit interesse in de overname van PJSC Bank Otkritie Financial Corp. in Rusland. Als de overname van deze systeembank zou slagen dan wordt het de vierde bank in het land gemeten naar balanstotaal, maar op grote afstand van de nummers een en twee, Sberbank en VTB Bank. Eind januari 2022 werden de gesprekken beëindigd vanwege de oplopende spanningen tussen Rusland en Oekraïne. UniCredit ziet verder geen aanleiding haar positie in Rusland te veranderen en staat op de 12e plaats van kredietverleners in het land.
Op 24 juli 2024 meldde UniCredit de koop van Aion Bank (voorheen Banca Monti Paschi Belgio) en het ermee verwante Poolse fintechbedrijf Vodeno voor € 370 miljoen.
In september 2024 maakte UniCredit bekend 9% van de aandelen Commerzbank in handen te hebben. UniCredit heeft al enige jaren belangstelling getoond om intensief samen te werken met Commerzbank en zou de Duitse bank ook wel willen overnemen. Op 14 april 2025 kreeg UniCredit toestemming van de Duitse mededingingsautoriteiten om zijn belang in Commerzbank te verhogen tot 29,9%.
In november 2024 deed de bank een bod van € 10,1 miljard op alle aandelen Banco BPM. In 2017 ontstond deze bank door een fusie van Banco Popolare en Banca Popolare di Milano en is na UniCredit en Intesa Sanpaolo de derde bank in Italië. De grootste aandeelhouder van Banco BPM is Credit Agricole met een belang van 9,2%. Het bod van UniCredit luidt in aandelen en biedt voor één aandeel Banco BPM 0,175 aandeel UniCredit. Na tegenwerking van de Italiaanse regering heeft UniCredit op 23 juli 2025 de overnamestrijd opgegeven, het heeft geen interesse meer in de overname van Banco BPM. UniCredit heeft hierdoor meer ruimte gecreëerd voor de inlijving van Commerzbank.